# Imagem por ressonância magnética funcional
A imagem por ressonância magnética funcional (fMRI, do inglês Functional Magnetic Ressonance Imaging), é uma técnica específica do uso da imagem por ressonância magnética (MRI, do inglês Magnetic Resonance Imaging) capaz de detectar variações no fluxo sanguíneo em resposta à atividade neural.
A fMRI tem sido amplamente utilizada em projetos de pesquisa e bem menos em aplicações clínicas. Em muitos casos ela é associada a outros métodos não invasivos tais como a eletroencefalografia (EEG) e a espectroscopia funcional em infravermelho próximo (fNIRS, do inglês functional Near Infrared Spectroscopy). A fMRI tem dominado o cenário do mapeamento cerebral em parte devido ao fato de não utilizar radiação ionizante ou contraste exógeno. Além disso, essa técnica possui boa resolução espacial, embora a resolução temporal seja baixa.

## Resumo
Desde os anos 90 é sabido que mudanças cardiovasculares cerebrais estão intimamente relacionadas à atividade elétrica de neurônios, devido ao aumento do consumo de oxigênio. O oxigênio é carregado pela hemoglobina. A hemoglobina desoxigenada (deoxi-Hb) é paramagnética ao passo que a hemoglobina oxigenada (Hb) é diamagnética. Desse modo, a mudança na proporção de Hb/deoxi-Hb durante o aumento de fluxo sanguíneo oxigenado leva a um pequeno aumento do sinal de ressonância subjacente ao local onde ouve aumento da atividade de neurônios. Esse mecanismo é a base do contraste utilizado na maioria dos experimentos de fMRI, e é conhecido como contraste BOLD (do inglês, Blood Oxygenation Level Dependent).

### História
Charles Roy e Charles Sherrigton foram os pioneiros ao demonstrarem experimentalmente o vínculo entre o fluxo sanguíneo e a atividade elétrica de neurônios, em um estudo conduzido na Universidade de Cambridge. Já em 1936, os químicos Linus Pauling e Charles Coryell mostraram que a hemoglobina possui diferentes momentos magnéticos, dependendo de como seus grupos Hemes estão ligados ao O2. Já em 1990, Seiji Ogawa reconheceu que essa diferença poderia ser usada em MRI para servir de contraste. Em um estudo pioneiro, em 1990, Ogawa e colegas avaliaram roedores com um equipamento de MRI de alto campo magnético (7.0 T) e investigaram a hipótese de que a manipulação da proporção os níveis de O2 e CO2 no sangue alteraria o contraste em imagens ponderadas T2*. Eles mostraram redução do sinal próximo a vasos ricos em dHb, que era revertido pelo aumento do fluxo sanguíneo oxigenado através da manipulação da quantidade de gás inalado.
A primeira tentativa de detectar a atividade local no cérebro humano usando MRI foi feita por Kwong e outros na universidade de Harvard usando o agente de contraste galdulinium, uma substância Paramagnética injetável. Dois anos mais tarde, três grupos, simultaneamente e de maneira independente, utilizaram o contraste BOLD para relacionar atividade cerebral com mudanças na oxigenação e fluxo sanguíneo no córtex motor e visual em humanos Kwong e colegas, usaram um campo magnético 1.5 T para estudar a ativação do córtex visual. Ogawa e outros conduziram utilizaram um campo de 4.0 T e confirmaram a possibilidade de detectar a atividade do córtex visual. Bandettini e colegas usaram 1.5 T para mostrar ativação no córtex motor primário.

### Fisiologia
O cérebro é incapaz de armazenar glicose, embora esse seja o único substrato que ele consome. Maior fluxo sanguíneo significa maior disponibilidade de glicose e oxigênio, na forma de hemoglobina oxigenada, em parte devido à dilatação local dos vasos sanguíneos. O aumento do fluxo sanguíneo também acompanha o aumento da atividade elétrica de neurônios. Comumente o aumento do fluxo de oxigênio é maior que o oxigênio consumido na queima de glicose, o que causa a diminuição de dHb nesses vasos sanguíneos. Essas mudanças nas propriedades magnéticas do sangue, fazem com que as áreas ativas interfiram menos na magnetização transversa e no eventual decaimento de T2* induzido por deformação magnética espacial, levando a um leve aumento do sinal de MRI.
O CBF responde diferentemente ao consumo de glicose entre as regiões cerebrais. Os primeiros resultados mostraram que ao nível basal há um maior influxo do que o consumo de glicose em regiões como amígdala, núcleos da base, tálamo e córtex cingular, todos os quais são recrutados para respostas rápidas. Em regiões que são mais deliberativas, tais quais os lobos laterais frontais e laterais parietais, aparentemente possuem um influxo menor que o consumo. Isso deve ser levado em conta durante a análise do contraste BOLD
O parâmetro básico para a resolução temporal é o Tempo de repetição ou TR, que representa o quão frequentemente uma determinada fatia do cérebro é excitada por um pulso RF e decaí ao ponto inicial,, o que no sinal será observado por sua perda de magnetização relativa a T2. TRs podem variar de muito curtos (500 ms) até muito longos (3 s). Especificamente para o fMRI, a resposta hemodinâmica dura em torno de 10 segundos, aumentando multiplicadamente (sempre proporcional ao valor original), atingindo o ápice de 4 a 6 segundos, e então caindo da mesma maneira. Mudanças no fluxo sanguíneo ocorrem via mudanças no sistema vascular concomitantes a atividade neuronal ao longo do tempo. Por essas resposta serem contínuas e suaves, fazer uma amostragem com TRs mais rápidos não iria ajudar. Apenas aumentariam o número de pontos na curva obtidos por uma simples interpolação linear mais não adicionaria informação relevantes aos dados. Paradigmas experimentais tais como um escalonamento quando ocorre a apresentação do estímulo em várias séries de testes podem ajudar a melhorar a resolução temporal, mas reduz o número efetivo de dados pontuais obtidos.

### Resposta Hemodinâmica BOLD
A mudança no sinal MR causado pela atividade neuronal é chamada de resposta hemodinâmica (HDR do inglês Hemodynamic response). O HDR possui um atraso em relação a atividade neuronal entre 1 e 2 segundos, visto que o sistema vascular leva esse tempo para responder a necessidade cerebral de glicose. O pico do sinal da MR normalmente ocorre 5 segundos após o estimulo. Se os neurônios continuarem disparando, o que é chamado de estímulo contínuo, o pico se espalha para um platô enquanto os neurônios se mantiverem ativos. Depois que a atividade cessa, o sinal BOLD cai para os valores originais, os níveis basais, ou podem cair ainda mais em um fenômeno chamado undershoot (supra limiar).
```
 A resposta de um único 
voxel
 ao longo do tempo representa seu curso temporal. O sinal pode vir de maneira indesejada o que é chamado de ruído e normalmente advém do próprio aparelho de ressonância magnética, da atividade cerebral espontânea, e pode ser tão forte quanto o sinal em si. Para eliminar o ruído estudos que fazem uso do fMRI repetem o estimulo múltiplas vezes para calcular uma média.
[
11
]
```

### Resolução espacial
Um voxel é um cuboide tridimensional, cujas dimensões são definidas pelas delimitações da fatia, a área da fatia, e a grade imposta na fatia pelo processo de varredura. Estudos de uma área completa do cérebro usam voxels maiores (4 a 5 mm), enquanto os que possuem foco especifico usam menores (1 mm), voxels menores contém menos neurônios que a média, incorporam menos CBF e possuem um sinal menor comparado a voxels maiores. Voxels menores também levam mais tempo para serem escaneados, visto que o tempo total aumenta de acordo com o número de voxels por fatia e o número de fatias. Isso contribui para ambos, o desconforto do sujeito e a perda do sinal magnético. Um voxel habitualmente contém uns poucos milhões de neurônios e dezenas de bilhares de sinapses, com o número real dependendo do tamanho do voxel e da área do cérebro representada na imagem.
```
O sistema nervoso é ricamente vascularizado, o que promove boa cobertura de sangue em citoarquiretura. O sistema de drenagem, similarmente faz o caminho contrário se tornando cada vez menos ramificadas em veias de calibre cada vez maior que vão levando o sangue desoxigenado rico em dHb. A contribuição da dHb para o sinal de fMRI vem de ambos, arteríolas e vênulas próximas a região em atividade e artérias e veias distantes. Para uma boa resolução espacial, o sinal de veias maiores precisa ser suprimido, visto que ele não corresponde a área em atividade. Isso pode ser conquistado usando um poderoso campo magnético estático ou pelo uso de pulsos sequenciais spin-echo. Com isso, fMRI pode examinar um alcance espacial de centímetros a milímetros, e pode então identificar regiões cito arquitetônicas como o núcleo caudado, putâmem e tálamo por exemplo.
[
12
]
```

### Resolução temporal
Resolução temporal é o menor período de tempo confiável relativo a atividade neuronal que pode ser separado da aquisição total. Um elemento decisivo para isso é o tempo de amostragem ou tempo de eco (TE), e o Tempo de repetição (TR). A Resolução temporal pode ser melhorada escalonando a apresentação do estímulo ao longo dos testes. O Tempo de eco é o período TR/2 onde a diferença entre os tecidos da imagem está mais acentuada. O tempo de repetição, é o período no qual cada pulso de excitação será executado.
A resolução temporal necessária depende do processamento cerebral de vários eventos. Um exemplo de imagem de alcance padrão aqui é dado pelo sistema de processamento de informação visual. Por volta de meio segundo a percepção e o reflexo ao incidente se iniciam. Mudanças emocionais e fisiológicas como o medo e excitação podem durar minutos ou horas. Mudanças apreendidas, tais como o reconhecimento de rostos ou cenas, podem durar dias, meses, ou para sempre. A maioria dos experimentos por fMRI estudam o cérebro por alguns segundos, com um estudo conduzido ao longo de algumas horas.

### Associando atividade neural ao sinal BOLD
Pesquisadores tem observado o sinal BOLD em comparação a outros dois métodos de aquisição de sinais funcionais, através de eletrodos implantados (principalmente primatas) e potenciais de campo a partir de EEG e MEG. Os potenciais de campo locais, os quais incluem a atividade pós-sináptica e o processamento neural, são os que melhores predizem o sinal BOLD. Então o contraste BOLD reflete principalmente os mecanismos de entrada e a atividade integrada de neurônios e corpos celulares, e menos os mecanismos e saída de potenciais de ação. Locais de ativação detectados por BOLD fMRI em áreas corticais são conhecidas por acoplarem com os mapas funcionais baseados em CBF adquiridos através de varreduras PET. Algumas regiões de apenas alguns milímetros de tamanho, tais como o núcleo geniculado lateral (LGN) do tálamo, que responde a estimulação do olhos para o córtex visual, tem mostrado gerar um sinal BOLD correspondente ao estímulo visual. Regiões próximas tais como o núcleo pulvinar não é estimulado para essa tarefa, indicando uma resolução espacial do contraste BOLD de milímetros, pelo menos para o núcleo talâmico.
Porém, o sinal BOLD não pode separar os processos ativos das redes neurais (feedback e feedforward); a lentidão da resposta vascular significa que o sinal final é uma versão somada da atividade de toda a região. Tanto sinapses excitatórias e inibitórias contribuem para o sinal BOLD. O sinal BOLD também pode ser afetado por uma variedade de fatores, incluindo doenças, drogas, ansiedade, medicamentos moduladores da atividade cardiovascular, e atenção (neuromodulação).
```
A amplitude do sinal BOLD não necessariamente afeta a forma. Uma alta amplitude pode sinalizar uma alta atividade neuronal local, mais um pico menor no mesmo ponto pode ser mais fraco que o sinal observado e por isso camuflado. Assim como a amplitude não necessariamente reflete desempenho comportamental. Uma tarefa cognitiva complexa pode inicialmente engatilhar sinais de alta amplitude associados com bom desempenho, mas como o sujeito se torna melhor nisso a amplitude pode diminuir e o desempenho permanecer o mesmo. Isso é esperado por que o cérebro executara a triagem de neurônios necessários para executar a tarefa no intuito de reduzir o consumo de energia. A resposta BOLD através das regiões cerebrais não pode ser comparada diretamente nem mesmo para a mesma tarefa, visto que a densidade neuronal e o suprimento sanguíneo são características que não são constantes ao longo de todo o cérebro, de qualquer maneira, a resposta BOLD pode frequentemente ser comparada entre sujeitos para as mesmas regiões sob as mesmas tarefas.
```

Uso Clínico
```
Médicos utilizam o fMRI para avaliar o tamanho do risco de uma cirurgia ou métodos de tratamento invasivos similares, assim como para verificar a função cerebral de pacientes normais, doentes, e com traumas. Eles mapeiam com fMRI para identificar regiões que estejam conectadas com funções críticas como falar, mover, sentir, ou planejar. Esse mapeamento é muito útil para o planejamento de uma cirurgia ou radioterapia, e pode ser acoplado a radio cirurgia. Clínicos também fazem uso do fMRI para anatomicamente mapear regiões cerebrais e detectar os efeitos de tumores, derrames, danos na cabeça e no cérebro, ou doenças como Alzheimer.
[
11
]
```

### Analisando os dados
A meta da análise de dados do fMRI é detectar correlações entre a ativação cerebral e a tarefa que o indivíduo executa durante a varredura. Assim como observar correlações entre estados específicos de cognição, tais como memória e reconhecimento induzido no voluntário. A imagem obtida pelo BOLD é relativamente fraca, sendo assim outras fontes de ruído que são adquiridas nos dados precisam ser cuidadosamente.
Riscos
```
O risco mais comum para os participantes do fMRI é para aqueles que possuem claustrofobia.
[
11
]
 Dispositivos médicos implantados como marca passos podem sofrer mal funcionamento em razão desses campos. O campo de o pulso de excitação pode aquecer o corpo, e isso precisa ser monitorado cuidadosamente naqueles que estão febris, os diabéticos, e com outros problemas circulatórios. Queimaduras locais em razão de objetos metálicos também é um risco embora pequeno.
[
11
]

O forte campo magnético estático pode causar dano por atrair pequenos objetos metálicos o tornando projéteis.
[
11
]
```

Não existe prova alguma de dano biológico de até mesmo campos magnéticos mais poderosos do que os utilizados pelo fMRI(. Em comparação com os efeitos mutágenos da técnica de tomografia computadorizada de baixa dose de radiação ionizante (como angiografia, imagem nuclear, raios-x convencionais e etc.) o potencial carcinogênico da MRI se existir ainda é muito baixo.